# Csondor Kata
Csondor Kata (Budapest, 1983. március 15. –) színésznő, szinkronszínész, Fonogram-díjra jelölt-Jazzy díjas énekesnő, dalszerző.
Gyermekkora óta szinkronizál. Egyik legismertebb szinkronszerepe Chloe Sullivan magyar hangja a Smallville című sorozatban. Az amerikai stáb őt választotta Scarlett Johansson és Britney Spears magyar hangjának. Kata énekel is.
2009 karácsonyán ő énekelte a nagy visszhangot kiváltó „Hóban ébred majd az ünnep, minden percben nevet ránk” című T-Mobile-os karácsonyi reklámfilmben szereplő dalt, melyet később közkívánatra teljes egészében elkészítettek. E karácsonyi dal szövegét Szabó Ágnes, a zenéjét Madarász Gábor szerezte. 2012-ben megjelent első lemeze „Hóban ébred...az ünnep dalai” címmel, mely felkerült a MAHASZ Top 40” listájára, majd 2013-ban Fonogram-díjra jelölték az „év hazai szórakoztató zenei albuma” kategóriájában. 2015-ben "Láss" című feldolgozás dala Jazzy díjat nyert. 2017-ben és 2021-ben is bekerült dalaival az Eurovíziós Dalfesztivál dalválasztója A Dal legjobbjai közé. 2020-ban Kökény Attila  -val  és Vastag Csaba -val feldolgozza a 10 éves “Hóban ébred” karácsonyi himnuszát. Kata Los Angeles-i legendákkal dolgozik. Bosszúállók című, Széki Attila Curtis-szel készített dalára felfigyelt a Los-Angeles-ben élő producer, zeneszerző Czomba Imre  és Michael Jay-el, Dana Jon Chappelle-lel Grammy-díj  elkészítették az angol verziót.

## Színházi szerepei
- 1999: Új Színház, 'Szószátyárok' komédia
- 1999: Új Színház, Doktor Faustus-Anchalti hercegnő
- 1999: Angyal szállt le Babilonba

## Szinkronszerepei

### Filmek, sorozatok
| Cím                              | Szereplő                         | Színész                   |
| -------------------------------- | -------------------------------- | ------------------------- |
| 200 szál cigi                    | Cindy                            | Kate Hudson               |
| 4400                             | April Skouris                    | Natasha Gregson Wagner    |
| Addams Family – A galád család   | Wednesday Adams                  | Christina Ricci           |
| Amerika Kapitány: A tél katonája | Natasha Romanoff / Fekete Özvegy | Scarlett Johansson        |
| Amerika Kapitány: Polgárháború   | Natasha Romanoff / Fekete Özvegy | Scarlett Johansson        |
| Álmok útján                      | Lucy                             | Britney Spears            |
| Amerikai Hamupipőke              | Candace Karilla                  | Sarah Stouffer            |
| Amerikai pite 2.                 | Nadia                            | Shannon Elizabeth         |
| Amika                            | Marie-Claire                     | Véronique Leysen          |
| Ausztrál Expressz                | Hannah Scott                     | Priscilla Weems           |
| Baywatch Hawaii                  | Jenna Avid                       | Krista Allen              |
| Egy bébiszitter naplója          | Lynette                          | Alicia Keys               |
| Bostoni halottkémek              | Detective Tallulah "Lu"Simmons   | Leslie Bibb               |
| Bosszúállók                      | Natasha Romanoff / Fekete Özvegy | Scarlett Johansson        |
| Bosszúállók: Ultron kora         | Natasha Romanoff / Fekete Özvegy | Scarlett Johansson        |
| Bosszúállók: Végtelen háború     | Natasha Romanoff / Fekete Özvegy | Scarlett Johansson        |
| Bosszúállók: Végjáték            | Natasha Romanoff / Fekete Özvegy | Scarlett Johansson        |
| Buffy, a vámpírok réme           | Kennedy                          | Iyari Limon               |
| A bunyós csaj                    | Diana Guzman                     | Michelle Rodriguez        |
| Bűvölet                          | Sarah Bailey                     | Robin Tunney              |
| Carrie                           | Carrie White                     | Sissy Spacek              |
| Csillagközi romboló              | Lt. Sharon 'Boomer' Valerii      | Grace Park                |
| Dawson és a haverok              | Andrea 'Andie' McPhee            | Meredith Monroe           |
| Ed                               | Jennifer Young                   | Marcy Harriell            |
| Egyről a kettőre                 | Dana Foster                      | Staci Keanan              |
| Az elnöknő                       | Kelly Ludlow                     | Ever Carradine            |
| Elrabolva                        | Amanda                           | Katie Cassidy             |
| Első pillantásra                 | Gloria                           | Vittoria Puccini          |
| Első szerelem                    | Priscila Luna Guerra             | Arleth Terán              |
| Emma I-IV.                       | Emma                             | Romola Garai              |
| Empire                           | Skye Summers                     | Alicia Keys               |
| Flört                            | Nicola                           | Nicole Kidman             |
| Gagyi mami 3. – Mint két tojás   | Haley                            | Jessica Lucas             |
| Glee – Sztárok leszünk!          | Quinn Fabray                     | Dianna Agron              |
| The Gospel                       | Rain Walker                      | Tamyra Gray               |
| A gödör                          | Liz Dunn                         | Thora Birch               |
| Halálfutam                       | Elizabeth                        | Natalie Martinez          |
| Hamupipőke                       | Hamupipőke                       | Brandy                    |
| Hazatérés                        | Shelby                           | Mischa Barton             |
| Hex                              | Gemma                            | Zoe Tapper                |
| High School Musical              | Kelsi                            | Olesya Rulin              |
| Hófehérke és a hét törpe         | Hófehérke gyerekként             | Nicola Stapleton          |
| Az ifjú Indiana Jones kalandjai  | Spohie                           | ?                         |
| JAG – Becsületbeli ügyek         | Mattie Grace Johnson             | Hallee Hirsh              |
| Jumanji                          | Sarah Whittle, fiatalon          | Laura Bell Bundy          |
| Kalandos nyár                    | Manuela                          | Manuela Lopez             |
| Kaliforniába jöttem              | Ashley Banks                     | Tatyana M. Ali            |
| A Kaptár                         | Rain Ocampo                      | Michelle Rodriguez        |
| A Kaptár 3. – Teljes pusztulás   | Claire                           | Ali Larter                |
| A Kaptár 4. – Túlvilág           | Claire Redfield                  | Ali Larter                |
| A katedrális                     | Aliena                           | Hayley Atwell             |
| Kígyóhal-akció                   | Jagger                           | Juliana Wimbles           |
| Kutyaszorítóban                  | Cass                             | Brandi Engel              |
| Las Vegas                        | Mary Connell                     | Nikki Cox                 |
| A lemming                        | Bénédicte Getty                  | Charlotte Gainsbourg      |
| London                           | London                           | Jessica Biel              |
| A másik Boleyn lány              | Mary Boleyn                      | Scarlett Johansson        |
| Menekülés a Jupiterről           | Kumiko                           | Anna Choy                 |
| Merlin kalandjai                 | Morgana Le Fay                   | Katie McGrath             |
| A Narancsvidék                   | Marissa Cooper                   | Mischa Barton             |
| Ne hagyj el!                     | Julieta Olmedo                   | Alejandra Barros          |
| Odaát                            | Jo Harvelle                      | Alona Tal                 |
| Az óceán lánya                   | Sallyanne Taylor                 | Olivia Hiddlestone        |
| Otthonunk                        | Leah Patterson-Baker             | Ada Nicodemou             |
| Az öröm nyomában                 | Jody Balaban                     | Leelee Sobieski           |
| Ötösfogat                        | Julia Salinger                   | Neve Campbell             |
| Őrült Johanna                    | Johanna                          | Pilar López de Ayala      |
| A pálmák árnyéka                 | Nikki Barnes                     | Tessa Thompson            |
| A palota ékköve                  | Choi (Csve) udvarhölgy           | 견미리 (Gyeon Mi-ri)      |
| Párizsi helyszínelők             | Nathalie Giesbert                | Aurélie Bargeme           |
| Példátlan példaképek             | Beth                             | Elisabeth Banks           |
| Penge – Szentháromság            | Abigail Whistler                 | Jessica Biel              |
| Point Pleasant – Titkok városa   | Paula Hargrove                   | Cameron Richardson        |
| Pókercsajok                      | Elle                             | Christina Morris          |
| Power Rangers                    | Trini Kwan/The Yellow Ranger     | Thuy Trang                |
| Ra.One                           | Jenny Nayar                      | Shahana Goswami           |
| Rémálom az Elm utcában           | Tina Gray                        | Amanda Wyss               |
| Sex a neten (Middle men)         | Diana Harris                     | Jacinda Barrett           |
| Seherezádé                       | Melek Ataman                     | Yeliz Akkaya              |
| Smallville                       | Chloe Sullivan                   | Allison Mack              |
| Szerelem és semmi más            | Chantal Riberio                  | Angelina Jolie            |
| Szeretők és titkok               | Marta Castelli                   | Christiane Filangieri     |
| Szűzlányok ajándéka              | Pampinea                         | Mischa Barton             |
| A szívem érted RAPes             | Sara Johnson                     | Julia Stiles              |
| Szívtipró gimi                   | Anastasia 'Stassy' Sumich        | Tara Jakszewicz           |
| Tarzan "2"                       | Nicki Porter                     | Leighton Meester          |
| The invisible circus             | Faith                            | Cameron Diaz              |
| Tinik, tenisz, szerelem          | Tanis McTaggart                  | Amanda Crew               |
| Titkos küldetés                  | Jemma Snipe                      | Deanna Burgess            |
| Tolvajok városa                  | Krista Coughlin                  | Blake Lively              |
| A tökéletes trükk                | Julia McCullough Angier          | Piper Perabo              |
| Transformers Egy                 | Elita-1                          | Scarlett Johansson        |
| Trónok harca                     | Homok Tyene                      | Rosabell Laurenti Sellers |
| Tru Calling – Az őrangyal        | Lindsay Walker                   | A.J. Cook                 |
| Tuti gimi                        | Rachel Gatina                    | Danneel Harris            |
| Az ügyosztály                    | Stacy Newland                    | Amy Jo Johnson            |
| Ügyvédek                         | Lindsay Dole Donnel              | Kelli Williams            |
| Vasember 2.                      | Natasha Romanoff / Fekete Özvegy | Scarlett Johansson        |
| Wolf Lake                        | Ruby Wilder/Ruby Cates           | Mia Kirshner              |
| Zorro a filmsorozat              | ?                                | ?                         |
| Zsaru az űrből                   | Jess Brown                       | Leanne Wilson             |
| A nő                             | Samantha                         | Scarlett Johansson        |
| A szürke ötven árnyalata         | Kate Kavanagh                    | Eloise Mumford            |
| Nagyfater elszabadul             | Shadia                           | Zoey Deutch               |
| Carter ügynök                    | Dottie Underwood                 | Bridget Regan             |
| Las Vegas                        | Mary Connell                     | Nikki Cox                 |

### Rajzfilmek, animék
| Cím                                  | Szerep                         | Színész               |
| ------------------------------------ | ------------------------------ | --------------------- |
| Arthur                               | Francine Frensky               |                       |
| Az északi szél meséje                | Marian                         |                       |
| Barbie filmek                        | Barbie                         |                       |
| Csizmás Kandúr nyugatra megy         | Annie                          | Kobato Kurumi         |
| Fedőneve: Pipő                       | Pipő                           | Sarah Michelle Gellar |
| Franklin másodikba megy              | Hód                            |                       |
| InuYasha                             | Endzsu                         | Fumiko Orikasza       |
| Jimmy Neutron kalandjai              | Libby Fallfax                  |                       |
| Kaleido Star                         | Alice                          |                       |
| Kicsi Elvis                          | ?                              |                       |
| Maja, a méhecske                     | Maja                           |                       |
| Maisie MacKenzie az edingburghi cica | Maisie MacKenzie               |                       |
| Mesék a hó alatt                     | Dorottya                       | Jiřina Bohdalová      |
| Monte Cristo grófja                  | Eugénie Danglars               | Nakamura Csie         |
| Naruto                               | Haruno Szakura (1. és 2. évad) | Nakamura Csie         |
| Pöttöm George                        | Becky                          | Bryn McAuley          |
| Sabrina                              | Chloe Flan                     | Cree Summer           |
| Sailor Moon – Varázslatos Álmok      | Cukino Uszagi (Holdtündér)     | Micuisi Kotono        |
| Sharon naplója                       | Maria Wong                     | Marnie McPhail        |
| Star Wars: A klónok háborúja         | Padmé Amidala (2. évadtól)     | Catherine Taber       |
| Szamuráj pizzacicák                  | Polly Pepperoni                |                       |
| Totally Spies – Született kémek      | Sam                            |                       |
| Winx Club                            | Flora (Nickelodeon szinkron)   | Alejandra Reynoso     |
| Yu Yu Hakusho – A szellemfiú         | Koto                           |                       |
| Balto 2                              | Aleu                           |                       |
| Játsszunk a Szezám Utcában           | Prairie Dawn                   | Fran Brill            |